# Hoitlingen
Hoitlingen [ˈhɔɪ̯tʰˌlɪŋən] ist ein Ortsteil der Gemeinde Tiddische im Osten des niedersächsischen Landkreises Gifhorn.

## Geographie
Der Ort Hoitlingen liegt auf dem Vorsfelder Werder. Östlich des Dorfes ist Geestgebiet mit Waldgebieten, nach Westen hin liegt bis zum Tal der Kleinen Aller ein Niederungsgebiet.
Der Hauptort Tiddische liegt rund zwei Kilometer Richtung Norden, Barwedel drei Kilometer Richtung Nordwesten und Jembke 2,5 Kilometer Richtung Westen. Nach Rühen-Eischott im Südosten sind es etwa drei Kilometer, nach Wolfsburg-Velstove im Süden ebenfalls drei Kilometer.
Das historische Zentrum Hoitlingens liegt in der Straße „Im Unterdorf“.

## Geschichte
1388 wurde Hoitlingen im Ersten Gedenkbuch der Stadt Braunschweig indirekt erwähnt, indem die Zahl von sieben Dörfern auf dem Vorsfelder Werder erwähnt wurde. 1510 wurde der Ort als Hoetlinge, 1536 als Hetlingen und 1539 als Hoetling erwähnt. 1651 wurde er Hoidtling genannt. Der Name ist slawischen Ursprungs und bedeutet etwa „Leute am Teichdamm“, bezogen auf die Lage in der Nähe eines Dammes und einer Brücke über die Kleine Aller, die hier zu einem Teich verbreitert war. Das erste i war ein Dehnungs-i, anders als es der heutigen Aussprache entspricht. Die Lüneburger Heerstraße führte nordöstlich an Hoitlingen vorbei.
Bis 1742 war das Adelsgeschlecht Bartensleben Besitzer des Vorsfelder Werders. 1742 wurde das Amt Vorsfelde gegründet, dem auch Hoitlingen angehörte. 1766 und 1856 verwüsteten Feuer große Teile des Dorfes. Die ursprüngliche Rundlingsform – allerdings in Form einer Sackgasse – wurde beim Wiederaufbau aufgegeben.
1807 erfolgte die Auflösung des Amtes Vorsfelde durch die französische Besatzungsmacht, danach gehörte Hoitlingen bis 1813 zum Kanton Vorsfelde im Distrikt Helmstedt, im Departement der Oker des Königreiches Westphalen. Im 19. Jahrhundert kam Hoitlingen in den neu gegründeten Landkreis Helmstedt. Um 1870 wurde der Friedhof von Hoitlingen angelegt, 1872 in Hoitlingen ein Männergesangsverein gegründet.
Im Ersten Weltkrieg gab es 10 tote oder vermisste Soldaten aus Hoitlingen, ihnen zu Ehren wurde 1922 das Kriegerdenkmal errichtet.
Im Zuge der Errichtung des Volkswagenwerkes wurde am 2. August 1938 die Gemeinde Hoitlingen mit der 7. Verordnung über Wohnsiedlungsgebiete zum Wohnsiedlungsgebiet erklärt, was jedoch aufgrund des bald beginnenden Zweiten Weltkriegs und den damit verbundenen Einschränkungen im Wohnungsbau zunächst kaum praktische Bedeutung erlangte. Im Zweiten Weltkrieg gab es 17 tote oder vermisste Soldaten aus Hoitlingen.
Infolge der Flucht und Vertreibung Deutscher aus Mittel- und Osteuropa von 1945–1950 hatte sich die Einwohnerzahl von Hoitlingen von 235 (1939) auf 519 (1950) vergrößert, davon waren 1950 247 Heimatvertriebene.
Im Osten des Ortes wurden in der Nachkriegszeit Neubaugebiete ausgewiesen. Auch die Infrastruktur von Hoitlingen verbesserte sich. Um 1955 wurde das Kalthaus errichtet und eine Kalthausgenossenschaft gegründet, ferner ein Schießstand erbaut. 1956 wurde in Hoitlingen eine Volksbücherei eröffnet und ein Sportverein gegründet, 1958 der Sportplatz angelegt und das 1964 Sportheim erbaut.
1968 wurde die im Nordwesten des Ortes gelegene Mühle stillgelegt. Es handelte sich um eine Wassermühle, die am Westrand der Gemarkung Hoitlingen an der Kleinen Aller lag und ein unterschlächtiges Wasserrad besaß.
1969 bekam der Friedhof eine Kapelle. Bis 1971 fiel die Einwohnerzahl von Hoitlingen auf 291 ab.
Hoitlingen war eine eigenständige Gemeinde im Landkreis Helmstedt, bis sie am 1. Juli 1972 zu Tiddische kam. Zugleich wurde die neue Gemeinde ein Teil der Samtgemeinde Rühen, die gleichzeitig vom Landkreis Helmstedt in den Landkreis Gifhorn eingegliedert wurde. Am 15. März 1974 trat die Gemeinde Tiddische mit Hoitlingen der Samtgemeinde Brome bei. 1974 begann auch die Flurbereinigung in Hoitlingen, die bis 1995 durchgeführt wurde. 1992 wurde in Hotlingen ein Dorferneuerungsprogramm durchgeführt.
2019 war die Einwohnerzahl dank der Neubaugebiete auf 538 gestiegen.

### Einwohnerentwicklung
| Jahr      | 1774 | 1821 | 1823 | 1849 | 1858 | 1871 | 1885 | 1905 | 1910 | 1916 | 1925 | 1933 | 1939 |
| --------- | ---- | ---- | ---- | ---- | ---- | ---- | ---- | ---- | ---- | ---- | ---- | ---- | ---- |
| Einwohner | 152  | 185  | 177  | 204  | 208  | 221  | 222  | 220  | 228  | 237  | 226  | 245  | 235  |

| Jahr      | 1950 | 1956 | 1961 | 1971 | 1985 | 2011 | 2012 | 2013 | 2016 | 2020 |
| --------- | ---- | ---- | ---- | ---- | ---- | ---- | ---- | ---- | ---- | ---- |
| Einwohner | 519  | 433  | 391  | 291  | 359  | 500  | 552  | 540  | 556  | 538  |

## Religion
Hoitlingen ist seit der Reformation protestantisch geprägt, verfügt jedoch über keine Kirche. Das Dorf gehört zur evangelisch-lutherischen Kirchengemeinde Jembke und zur römisch-katholischen Pfarrei St. Michael (Wolfsburg-Vorsfelde).
Als sich nach dem Zweiten Weltkrieg katholische Heimatvertriebene in dem damals weitgehend von evangelisch-lutherischen Gläubigen bewohnten Hoitlingen niedergelassen hatten, zog auch ein katholischer Priester zu und es wurde 1946 in Hoitlingen eine katholische Vikarie errichtet. 1950 wurde der Sitz der Vikarie von Hoitlingen in das bevölkerungsreichere Vorsfelde verlegt, daraus entwickelte sich dort die heutige Pfarrei St. Michael.

## Kultur und Sehenswürdigkeiten

### Musik
Der MGV und gemischter Chor von 1872 Hoitlingen entstand 1872 als Männergesangsverein und nimmt seit 1970 auch Frauen auf.

### Bauwerke

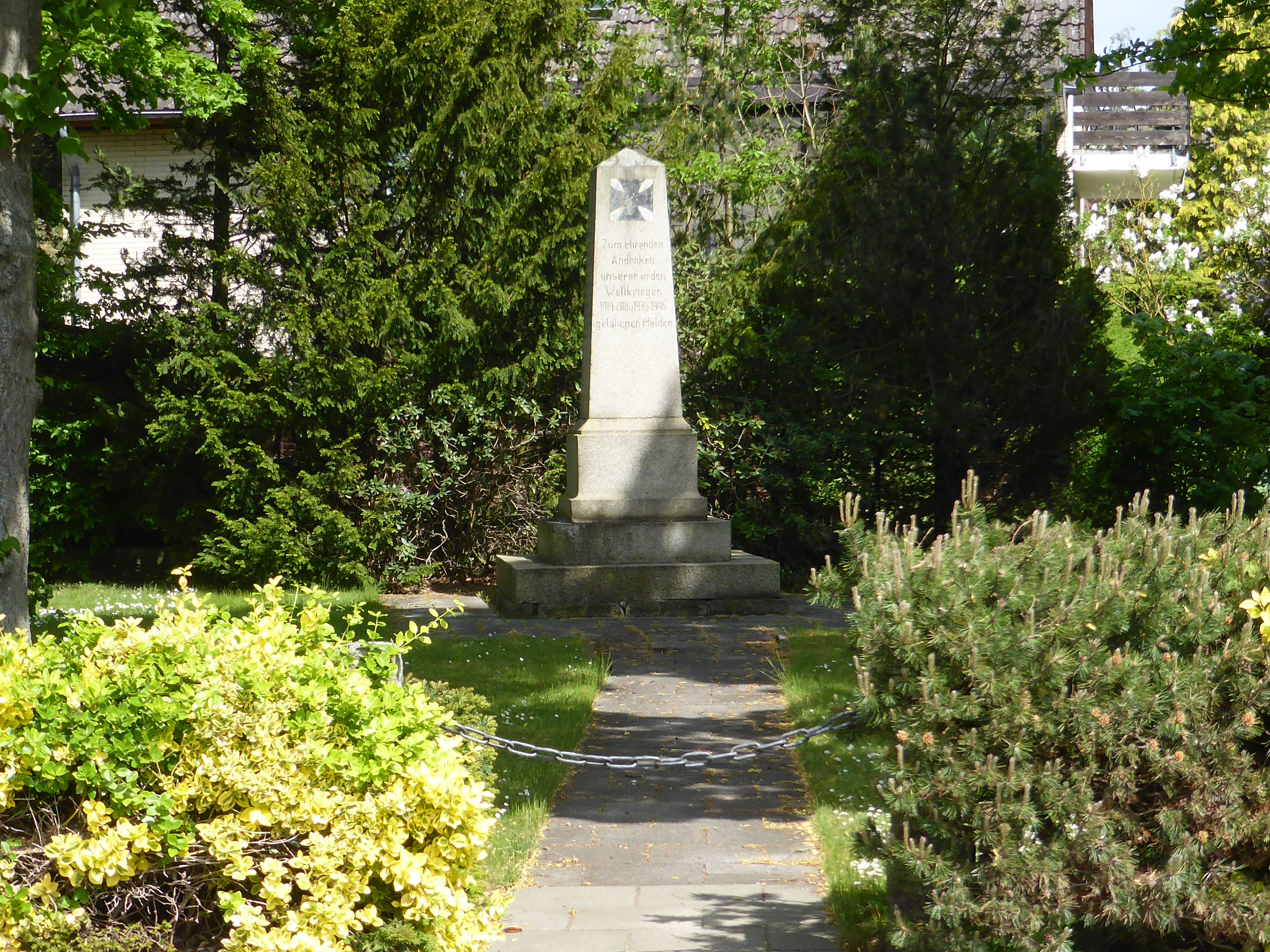
Kriegerdenkmal

Als Baudenkmal ist die Hofanlage Hauptstraße 6 im Denkmalatlas Niedersachsen verzeichnet. Der Vierseithof mit straßenseitigem Wohnhaus, Scheune und zwei Ställen sind Fachwerkbauten mit Ziegelausfachung, die in einheitlichen Stilformen um 1900 erbaut wurden. Ein markantes Bauwerk Hoitlingens ist die ehemalige Schule von 1927/28 mit ihrem Glockenturm, auch einige restaurierte Fachwerkwohnhäuser sind im Ortskern sehenswert.
Für die zehn Opfer des Ersten Weltkriegs aus Hoitlingen wurde 1922 ein Kriegerdenkmal errichtet, nach dem Zweiten Weltkrieg wurden auch die elf Gefallenen und sechs Vermissten dieses Krieges dort verzeichnet. Ein Gedenkstein im Unterdorf erinnert an die 1974 bis 1995 in Hoitlingen durchgeführte Flurbereinigung sowie an die Dorferneuerung 1992.

### Sport
Hoitlingen bietet einen 1958 angelegten Sportplatz mit einem 1964 erbauten Sportheim und einer Bundeskegelbahn sowie einen Schießstand.
Der Hoitlinger Sportverein von 1956 e. V. wurde im Jahr 1956 als Fußballverein gegründet. Die Herrenmannschaft des Hoitlinger SV gibt es seit der Rückrunde der Saison 2019/2020 nicht mehr, die Damenmannschaft spielt in der 1. Kreisklasse. Der Jugendfußball des Vereins ist in einer Jugendspielgemeinschaft (JSG) zusammen mit dem SV Eischott, dem SV Teutonia Tiddische sowie dem SSV Velstove als JSG Hoitlingen Eischott Tiddische Velstove zusammengefasst. Daneben gibt es eine Laufsparte, eine Gymnastiksparte, eine Freizeitsparte sowie eine Reitsparte. Der Hoitlinger SV ist mit über 250 Mitgliedern der größte Verein in Hoitlingen.
Dem Sportschießen widmet sich die Kyffhäuser Kameradschaft Hoilingen. Sie gehört zum Kreisverband Helmstedt-Wolfsburg-Gifhorn im Kyffhäuserlandesverband Südhannover-Braunschweig e.V. und betreibt in Hoitlingen seit den 1950er Jahren einen Schießstand. Die Kyffhäuser Kameradschaft Hoilingen geht auf das Jahr 1913 zurück, damals trat der Landwehrverein Hoitlingen dem Kyffhäuserbund bei. Nachdem der Verein im Nationalsozialismus verboten wurde, begann 1953 wieder das Vereinsleben. 2019 gehörten der Kyffhäuser Kameradschaft Hoilingen rund 80 Mitglieder an.

## Wirtschaft und Infrastruktur

### Unternehmen

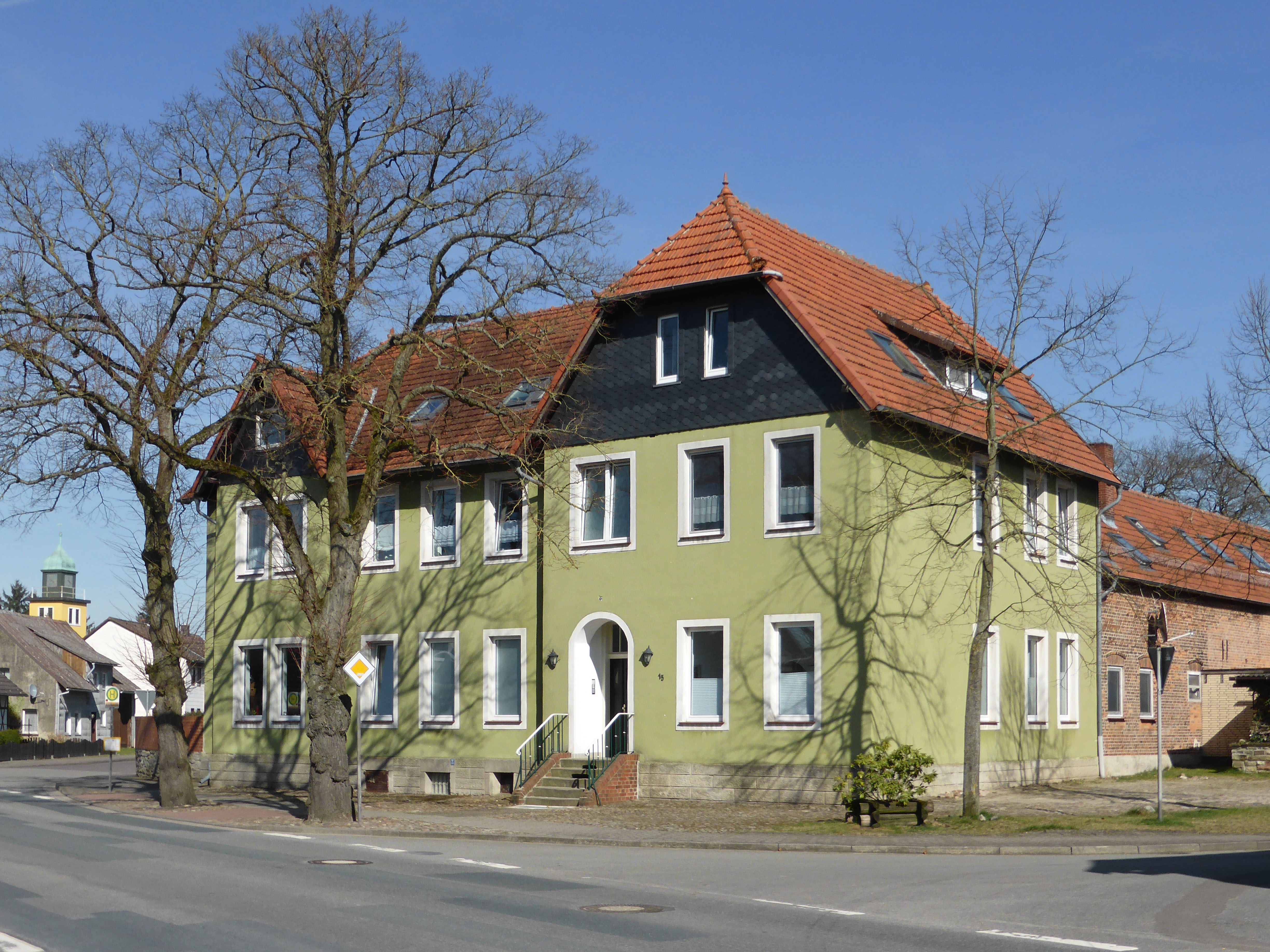
Ehemaliges Gasthaus

Die Poststelle II, die dem Hauptpostamt Vorsfelde untergeordnet war, wurde geschlossen. Sie trug nach der Eingemeindung von Hoitlingen nach Tiddische die Bezeichnung Tiddische 2. Heute ist in Hoitlingen nur noch ein Postbriefkasten vorhanden.
Seit die Gemischtwarenhandlung geschlossen wurde, besteht in Hoitlingen außer einem Zigarettenautomat keine Einkaufsmöglichkeit des täglichen Bedarfs mehr.
Die einzige Gaststätte Hoitlingens, das Gasthaus Zur Linde, wurde ebenfalls geschlossen. Das Gasthaus wurde 1912 erbaut und ersetzte einen Vorgängerbau. 1981 zerstörte ein Brand seinen Saal. Gastronomie findet sich heute in Hoitlingen nur noch im Dorfgemeinschaftshaus.
1971 gab es 29 landwirtschaftliche Betriebe in Hoitlingen, 1985 noch 18.
Eine Wäscherei der grand.Tex GmbH hat ihren Standort am Wäschereiweg, außerhalb der geschlossenen Bebauung von Hoitlingen. Das in Seefeld in Brandenburg beheimatete Unternehmen grand.Tex GmbH übernahm 2008 die vormalige Wäscherei Walter.

### Öffentliche Einrichtungen

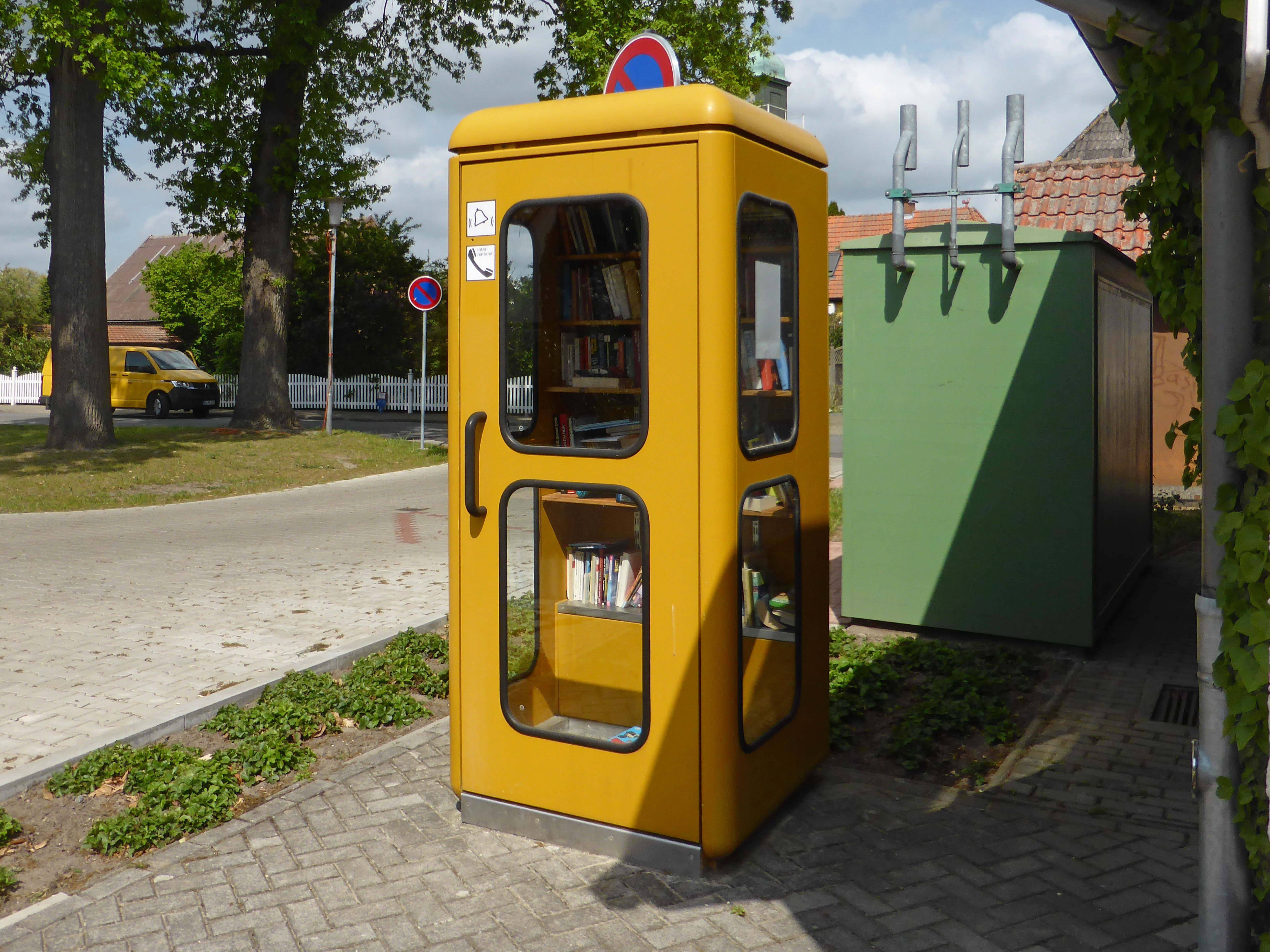
Öffentlicher Bücherschrank

Die Freiwillige Feuerwehr Hoitlingen geht auf das Jahr 1889 zurück. Ihr heutiges Feuerwehrhaus wurde 1986 errichtet, es ersetzte einen Vorgängerbau aus dem 19. Jahrhundert. 1980 erfolgte die Gründung einer Jugendfeuerwehr, die 1982 mit der Jugendfeuerwehr Tiddische zur Jugendfeuerwehr Hoitlingen – Tiddische zusammengeschlossen wurde. Auch eine Kinderfeuerwehr für Kinder ab 6 Jahren besteht inzwischen in Hoitlingen.
Darüber hinaus sind in Hoitlingen ein 1976 errichtetes Dorfgemeinschaftshaus und ein Friedhof mit einer 1969 erbauten Kapelle vorhanden. Ein öffentlicher Bücherschrank befindet sich in einer ehemaligen Telefonzelle neben dem ehemaligen Kalthaus.

### Bildung

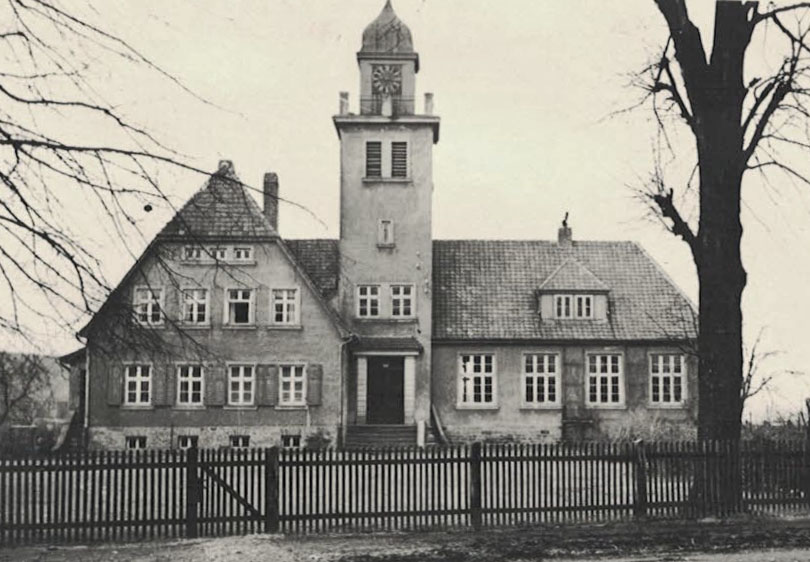
Schule in den 1950er Jahren

Eine Kindertagesstätte ist in Hoitlingen nicht vorhanden, die Schule wurde geschlossen.
Das erste bekannte Schulgebäude Hoitlingens wurde 1812 im Unterdorf errichtet, nachdem das Vorgängergebäude baufällig geworden war. Als es nicht mehr den Anforderungen entsprach, erfolgte 1853 der Bau eines neuen Schulhauses gegenüber dem Unterdorf an der Vorsfelder Straße, der heutigen Hauptstraße. In diesem Gebäude wurde bis 1928 der Schulunterricht erteilt, danach wurde es zeitweise als Stellmacherwerkstatt und Poststelle genutzt. 1927 begann an der Lindenstraße der Bau des letzten Schulgebäudes, das noch heute durch seinen markanten Glockenturm im Ortsbild auffällt. 1928 wurde die Schule eingeweiht. 1968 erfolgte die Schließung der Schule und die Pensionierung des letzten Hoitlinger Lehrers, Alwin Meyerding. Seitdem gehen die Hoitlinger Kinder in Rühen zur Schule. Im letzten Schuljahr besuchten noch 23 Kinder die Schule, in der Nachkriegszeit war die Zahl der Schüler durch die Kinder der Heimatvertriebenen auf zeitweise rund 50 angewachsen. Die drei ehemaligen Schulgebäude Hoitlingens befinden sich heute in Privatbesitz und werden als Wohnhäuser genutzt.

### Verkehr

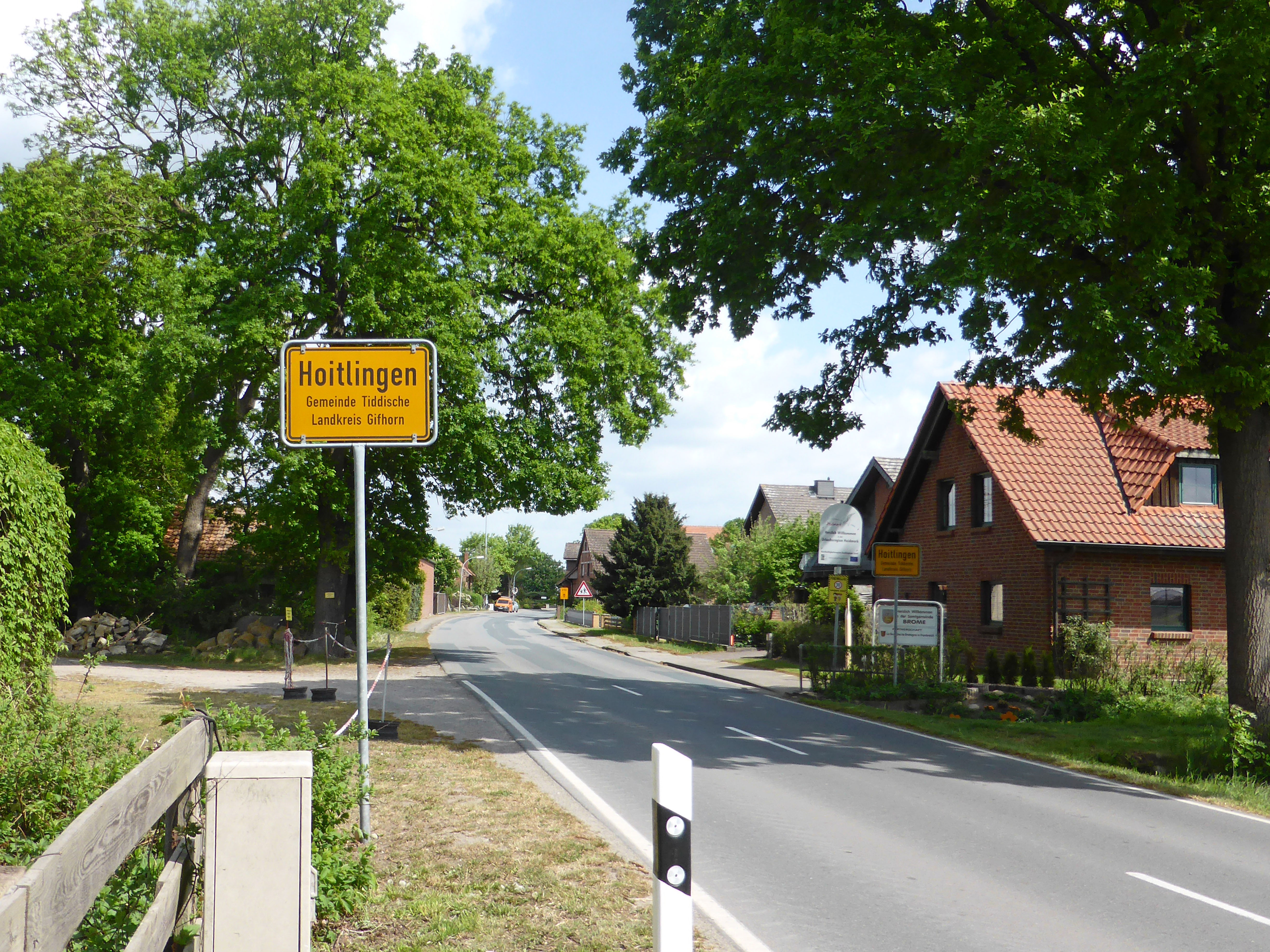
Landesstraße 291 mit südlichem Ortseingang von Hoitlingen

Hoitlingen liegt abseits der großen Verkehrswege. Die Landesstraße 291 durchquert Hoitlingen in Nord-Süd-Richtung und wird in Hoitlingen als Hauptstraße bezeichnet. Im Norden führt die Landesstraße 291 von Hoitlingen über Tiddische bis nach Barwedel, wo sie an der Bundesstraße 248 endet. Im Süden führt die Landesstraße 291 über Velstove bis kurz vor Vorsfelde, wo sie an der Landesstraße 290 endet.
Die Kreisstraße 120 führt vom südlichen Ortseingang von Hoitlingen in westlicher Richtung über die Kleine Aller bis nach Jembke, wo sie an der Bundesstraße 248 endet. Die Kreisstraße 33, in Hoitlingen als Eischotter Straße bezeichnet, führte früher von Hoitlingen in südöstlicher Richtung bis nach Eischott, ist jedoch heute für den allgemeinen Fahrzeugverkehr gesperrt.
Der nächste Anschlussstelle einer Autobahn befindet sich in rund sechs Kilometer Entfernung bei Weyhausen (Bundesautobahn 39).
Linienbusse fahren von Hoitlingen bis nach Rühen und Vorsfelde.